# بنمنصور
بنمنصور هي جماعة قروية مغربية تابعة لدائرة بنمنصور التابعة لإقليم القنيطرة الساحلي، شمالي الرباط. تضم الجماعة وفقا للإحصاء العام للسكان والسكنى لسنة 2014 ما مجموعه 43.818 مواطنا مغربيا بمجموع 6.698 أسرة بالإضافة ل4 سكان أجانب.